# 神戸市立夢野中学校
神戸市立夢野中学校（こうべしりつ ゆめのちゅうがっこう）は、兵庫県神戸市兵庫区にある公立中学校。

## 沿革
公式HP「沿革」による。
- 1948年（昭和23年）
  - 3月31日 - 神戸市立兵庫中学校から分離して設立認可。
  - 4月15日 - 神戸市立鵯越小学校講堂において開校式を挙行。
- 1950年（昭和25年）3月20日 - 第1次校舎竣工。熊野町5丁目55番地に移転。
- 1956年（昭和31年）7月25日 - 理科教育振興法文部省指定校。
- 1957年（昭和32年）6月22日 - 文部省産業教育指定校。
- 1959年（昭和34年）4月24日 - NHK委託学校放送研究指定校。
- 2013年（平成25年）3月 - 現在地（2009年閉校の夢野小学校跡地）へ移転。熊野町の旧校地は2023年開設の介護医療院の敷地となった[2]。

神戸市立中学校では唯一、土俵を有していて、土俵開きには熊野校舎時代は横綱・東富士、現校舎には幕内・妙義龍が来校した。

## 部活動

### 運動部
- 野球部
- サッカー部
- 柔道部
- 剣道部
- 男子卓球部
- 女子ソフトテニス部
- 女子バスケットボール部
- 女子バレーボール部

### 文化部
- 吹奏楽部
- 創造芸術部
- コンピュータ部

## 進学前小学校
- 神戸市立夢野の丘小学校[4][5]

## 制服
男子　
- 冬服はブレザー、カッターシャツ、スラックスである。
- 夏服はカッターシャツ、スラックスである。

女子　
- 冬服はブレザー、カッターシャツ、ジャンパースカートである。
- 夏服はカッターシャツ、ジャンパースカートである。

## 交通アクセス
- 神戸市営バス
  - 菊水町10丁目より約223m 徒歩で約3分
- 電車
  - 長田駅（神戸電鉄）より約738m 徒歩で約13分
  - 上沢駅（神戸市営地下鉄）より約1.2km 徒歩で約21分
  - 湊川駅（神戸電鉄）・湊川公園駅（神戸市営地下鉄）より約1.4km 徒歩で約19分

## 通学区域が隣接している学校
- 神戸市立湊川中学校
- 神戸市立湊翔楠中学校
- 神戸市立雲雀丘中学校
- 神戸市立丸山中学校